# 2022年蒙古國示威
2022年12月4日，蒙古国首都乌兰巴托爆发大规模抗议和骚乱。数千民众聚集在蒙古国中央政府所在地国家宫前的苏赫巴托广场，抗议政府贪腐及高通胀和要求当局解散国会，同时要求政府彻查一起涉及约44兆图格里克（约合128亿美元）的煤炭业贪腐案。

## 背景
當地媒體報導稱，民間不滿的起因是懷疑有許多政客參與出口煤炭盜竊及贪腐。作為鄰國及最大貿易夥伴，蒙古國向中国出口的商品占总出口量的86%，其中一半以上是煤炭。2022年前9个月，蒙古的煤炭出口价值跃升至45亿美元。受俄烏戰爭影响，蒙古国的通膨率已达到15.2%，引发民众普遍不满。11月中旬，蒙古反贪局宣布，包括国有煤矿公司珍宝塔本陶勒盖公司首席执行官在内的30多名官员，因为涉嫌贪污而接受调查。媒体报道称国有煤矿公司控制着煤矿，立法者疑似利用对煤矿和运输公司所有权将煤炭偷偷运往中国，以获取非法利润。2022年11月，蒙古国会议员托密德在议会新闻发布会上表示：“自2013年以来，640万吨煤炭没有被蒙古国海关官员登记，却出现在中華人民共和國海关记录上。”對此，民众怀疑，这批出售的煤炭约合18亿美元的出口所得，已被官员貪分完全。據称，在中國參與盜竊蒙古煤炭的人已被中國政府處決，同時中國政府已向蒙古國送來了一份列有涉案蒙古官員的名單，抗議者要求公佈他們的名字。 蒙古司法和內政部部長希什吉金·尼亞巴特爾表示，蒙古政府已通過外交渠道向北京當局申請與中國檢察机关合作調查煤炭盜竊案。

## 抗议

### 12月4日
抗议者于12月4日聚集在乌兰巴托政府宫殿外，要求提供据称在过去两年中挪用了44兆蒙古图格里克煤炭出口收入的官员的姓名。几名抗议者举着国旗和“齊心協力，共懲國賊”，“不要只顧吃饭，想一下我的未来”等标语。数百名示威者决定12月5日继续抗议，称他们将“一路走下去”。
同日，在蒙古第三大城市达尔汗也发生了示威游行活动。当地的示威者认为，宪法赋予公民的权利和自由日益受到限制，他们的生活每天都在恶化。他们也要求公布盗煤者的姓名，并没收他们的财产。

### 12月5日
12月5日，抗议者试图闯入乌兰巴托的政府宫。 苏赫巴托尔广场上的圣诞树被焚毁，抗议者封锁了首都的和平大道。抗议者企圖向总理官邸前进，但警方封锁了通往该官邸的道路。
蒙古当局表示，他们已经成立了一个工作组来与抗议者对话。
据报道，蒙古国政府曾三度讨论情况，并针对国有煤炭公司珍寶塔本陶勒蓋（Erdenes Tavantolgoy）引入了“特殊制度”。经济发展部部长将该公司的五名前董事列为盗窃煤炭的嫌疑人。

### 12月7日至8日
蒙古总理罗布森那木斯莱·奥云额尔登与示威者见面，承诺会及时解决煤炭盗窃问题。蒙古国会议长贡布扎布·赞达沙塔尔成立工作组调查事件，国会经济常务委员会批准工作组提议于12月21日举行公众听证会，要求工作组在14天的准备期内向公民、证人及相关官员蒐集意见。
12月8日，蒙古内政部长黑什蓋格·尼亚木巴特尔（Khishgeegiin Nyambaatar）逮捕多名涉及腐败事件的人士，包括塔温陶勒盖煤矿公司前执行董事巴特圖勒嘎·甘胡雅格（Battulgyn Gankhuyag）及其妻子、姐姐和女婿。

### 12月13日
據報導，數百名抗議者仍聚集在該乌兰巴托的中央廣場，蒙古司法和內政部部長宣布讓塔溫陶勒蓋煤礦公開上市，以幫助剷除貪污的計劃。他聲稱“預計這將解決採礦業透明度和公職人員腐敗問題”。他補充說，塔溫陶勒蓋煤礦簽署的所有合同現已公開，涉及運輸塔溫陶勒蓋煤礦煤炭的25,000輛卡車車主的詳細信息也已披露。 蒙古當局還計劃任命一位頂級國際審計師來調查 ETT 的財務狀況。

## 反應
12月5日，美国驻蒙古大使馆对抗议活动作出回应，敦促美国公民避免前往示威和人群密集的地方。
12月6日，中華人民共和國外交部發言人毛宁於例行記者會上回應：「作為友好鄰邦，我們相信蒙古政府會調查處理好有關事件，如果蒙方提出請求，中方有關部門會依法依規提供必要協助。」

## 受伤
当地媒体报道称，政府宫的四名执法人员在袭击中受伤，两名抗议者也在冲撞中受伤。